# Ammobatoides scriptus
Ammobatoides scriptus är en biart som först beskrevs av Carl Eduard Adolph Gerstäcker 1869.  Ammobatoides scriptus ingår i släktet Ammobatoides och familjen långtungebin. Inga underarter finns listade i Catalogue of Life.